# Vicenza Hockey
Vicenza Hockey è una squadra di hockey in line di Vicenza, che milita nel campionato italiano maschile di hockey in-line.
La squadra nasce nel 2023 direttamente dalla scissione con una società sportiva vicentina Diavoli Vicenza.

## Stadio

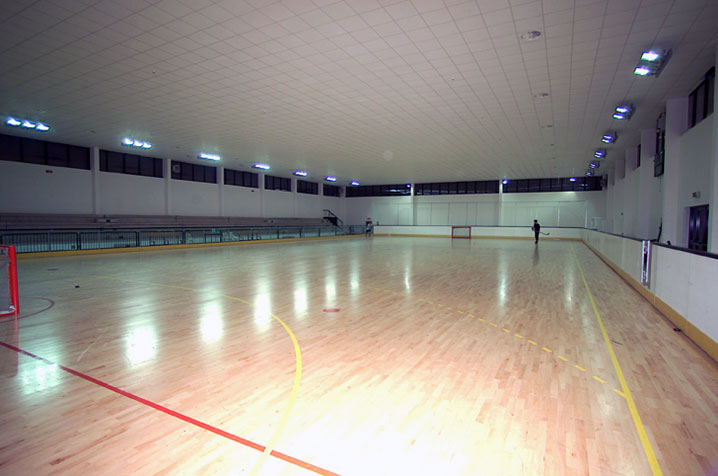
Pattinodromo Viale Ferrarin

Fin dall'inizio della società, nel 1997, i Diavoli Vicenza hanno disputato le partite al Pattinodromo Comunale di Viale A. Ferrarin, pista storica che vedeva allenarsi già precedentemente il settore del pattinaggio artistico dei Diavoli Biancorossi Vicenza. Il pattinodromo non prevedeva tribune a sedere per il pubblico.
Nel 2000, a causa della ristrutturazione dell'ormai datata struttura, i Diavoli si sono trasferiti nella vicina pista di Sandrigo, dove ha giocato l'ultimo campionato di Serie B,vinto nella stagione 2000-01, e il primo campionato di serie A2.
Dopo 2 anni di lavori, nella stagione 2002-03 i Diavoli hanno potuto far ritorno al "Comunale". Il nuovo impianto prevede una pista di 42x21 metri, con una superficie di parquet e una capienza di 250 posti. Si è dimostrato subito uno dei migliori impianti nel panorama italiano dell'hockey in-line, ospitando alcuni dei più importanti eventi tra cui: finali di Coppa Italia, una Supercoppa Italiana, un girone di qualificazione della Continental Cup.
La nuova pista, in stilmat di colore bianco è stata installata nel Novembre 2020 durante il periodo di sospensione della stagione hockeystica.

## Rosa
| #  | Ruolo      | Naz.              | Nome e Cognome        |
| -- | ---------- | ----------------- | --------------------- |
| 29 | Portiere   | Italia (bandiera) | Angelo Kevin Bonsu    |
| 35 | Portiere   | Italia (bandiera) | Filippo Olando        |
| 39 | Portiere   | Italia (bandiera) | Michele Frigo         |
| 3  | Difensore  | Italia (bandiera) | Gianluca Cantele      |
| 7  | Difensore  | Italia (bandiera) | Mattia Bianchin       |
| 11 | Difensore  | Italia (bandiera) | Marco Quinto          |
| 21 | Difensore  | Italia (bandiera) | Alessandro Nespolo    |
| 26 | Difensore  | Italia (bandiera) | Tobia Vendrame        |
| 4  | Attaccante | Italia (bandiera) | Filippo Chiamenti     |
| 13 | Attaccante | Italia (bandiera) | Lorenzo Dell'Uomo     |
| 16 | Attaccante | Italia (bandiera) | Filippo Centofante    |
| 29 | Attaccante | Italia (bandiera) | Riccardo Montolli     |
| 33 | Attaccante | Italia (bandiera) | Fabrizio Pace         |
| 58 | Attaccante | Italia (bandiera) | Nicola Frigo Capitano |
| 91 | Attaccante | Italia (bandiera) | Lorenzo Trevisan      |

### Staff tecnico
| Allenatore:  | Jacopo Rizzotto    |
| Attrezzista: | Federico Chiamenti |
| Meccanico:   | Ferruccio Sponza   |

## Giocatori celebri

### I capitani
Di seguito l'elenco dei capitani de Vicenza Hockey con il periodo in cui hanno portato la fascia
- Nicola Frigo (2023–presente)

## Allenatori e presidenti
Di seguito l'elenco di allenatori e dei presidenti della società
- dal 2023 -  Jacopo Rizzotto

- dal 2023 -  Maurizio Canton